# HMS Aphis (1915)
«Ейфіс» (англ. HMS Aphis (1915) — військовий корабель, річковий канонерський човен типу «Інсект» Королівського військово-морського флоту Великої Британії за часів Першої та Другої світових війн.
«Ейфіс» закладений у березні 1915 року на верфі компанії Ailsa Shipbuilding Company у Труні. 15 вересня 1915 року він був спущений на воду, а 11 листопада 1915 року увійшов до складу Королівських ВМС Великої Британії.

## Історія служби
Протягом 1917 року «Ейфіс» діяв на Дунаї, базуючись у Бухаресті, підтримуючи військові операції сил Антанти в цьому регіоні. Тут він залишався до 1919 року.
У 1927 році канонерський човен перейшов перейшла до Китайської станції для служби у флотилії Янцзи для підтримки британських суден і громадян у Китаї. Ситуація в Китаї залишалася нестабільною, і «Ейфіс» залишався у флотилії Янцзи до червня 1940 року, коли його передислокували до Середземноморського флоту в Александрії.
Протягом наступних трьох років корабель забезпечував артилерійську підтримку сухопутних військ. Наприклад, на початку грудня 1940 року «Ейфіс» бомбардував італійські позиції в Тобруку разом з однтипними канонерськими човнами «Ледіберд» і «Гнат» та монітором «Терор», а пізніше того ж місяця він бомбардував портові споруди в Тобруку (було потоплено три торгових судна). Це тривало в лютому 1941 року, коли до човна приєдналися три австралійські есмінці («Стюарт», «Вампайр» та «Вояджер»). У квітні канонерський човен підтримував армію, обстрілюючи ворожі позиції в Бомбі та Газалі під час відступу 8-ї армії.
«Ейфіс» залишалася в Александрії, доки в березні 1943 року Мальта не стала доступною для використання як військово-морська база. Базуючись на Мальті, канонерський човен діяв в інтересах висадки військ на італійських островах і в материковій Європі. У червні він забезпечував артилерійську підтримку десанту на Пантеллерію, разом з штабним кораблем «Ларгс» і есмінцями «Пітард» і «Паладин». Участь корабля у запланованому вторгненні на Сицилію була скасована через вразливість човна від повітряного нападу. Натомість, на початку вересня він підтримував британську висадку в Калабрії. 3 вересня «Ейфіс» разом з канонерським човном «Скараб», моніторами «Еребус», «Робертс» і «Аберкромбі» бомбардували ворожі позиції на узбережжі між Реджіо-Калабрія та Пессаро перед висадкою британського XIII корпусу в операції «Бейтаун».
У другій половині серпня 1944 року канонерський човен брав участь у підтримці висадки морського десанту на півдні Франції. 17 серпня під час бойових дій кораблі союзників вступили в бій з двома німецькими військовими кораблями, корветом UJ6082 і озброєною яхтою UJ6083. Обидва німецькі кораблі були потоплені.